# جسر الأولي
جسر الأولي، يقع على الطريق الدولية التي تصل صيدا بمدينة بيروت. 
 وجدير بالذكر بأن هناك جسران متجاوران في نفس المنطقة، يطلق عليهما اسم جسر الأولي:
- جسر الأولي الأساسي : وهو الذي يقع فوق نهر الأولي، وهو قديم البناء، جدد أكثر من مرة.
- جسر الأولي الدائري: ويقع على مقربة من الأول، وقد تم إنشاؤه في عهد الرئيس رفيق الحريري.

## المواصفات
- جسر الأولي الأساسي:
- جسر الأولي الدائري: بلغ طوله الإجمالي نحو 352 متراً وعرضه عشرة أمتار ونصف المتر.جسر الأولي الدائري ومن تحته مصب مياه النهر في البحر

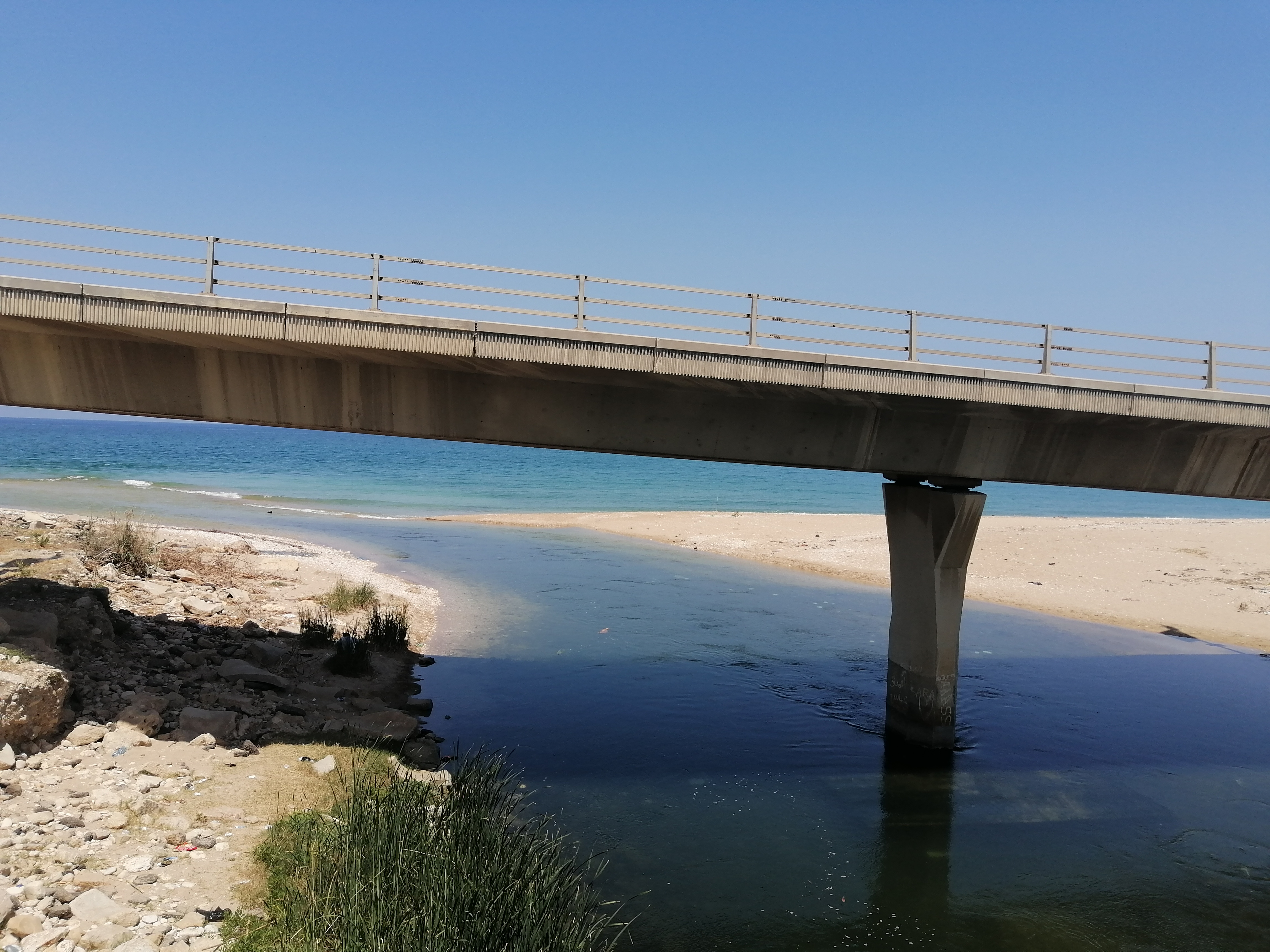
جسر الأولي الدائري ومن تحته مصب مياه النهر في البحر

## موقعه
- جسر الأولي الأساسي، ويصل بين ضفتي نهر الأولي، على مقربة من مصبه، وذلك في الطرف الشمالي من مدينة صيدا. وهو معبر رئيسي للعبور من وإلى مدينة صيدا باتجاه بيروت.صورة لمجرى مياه النهر تم التقاطها من جسر الأولي الأساسي

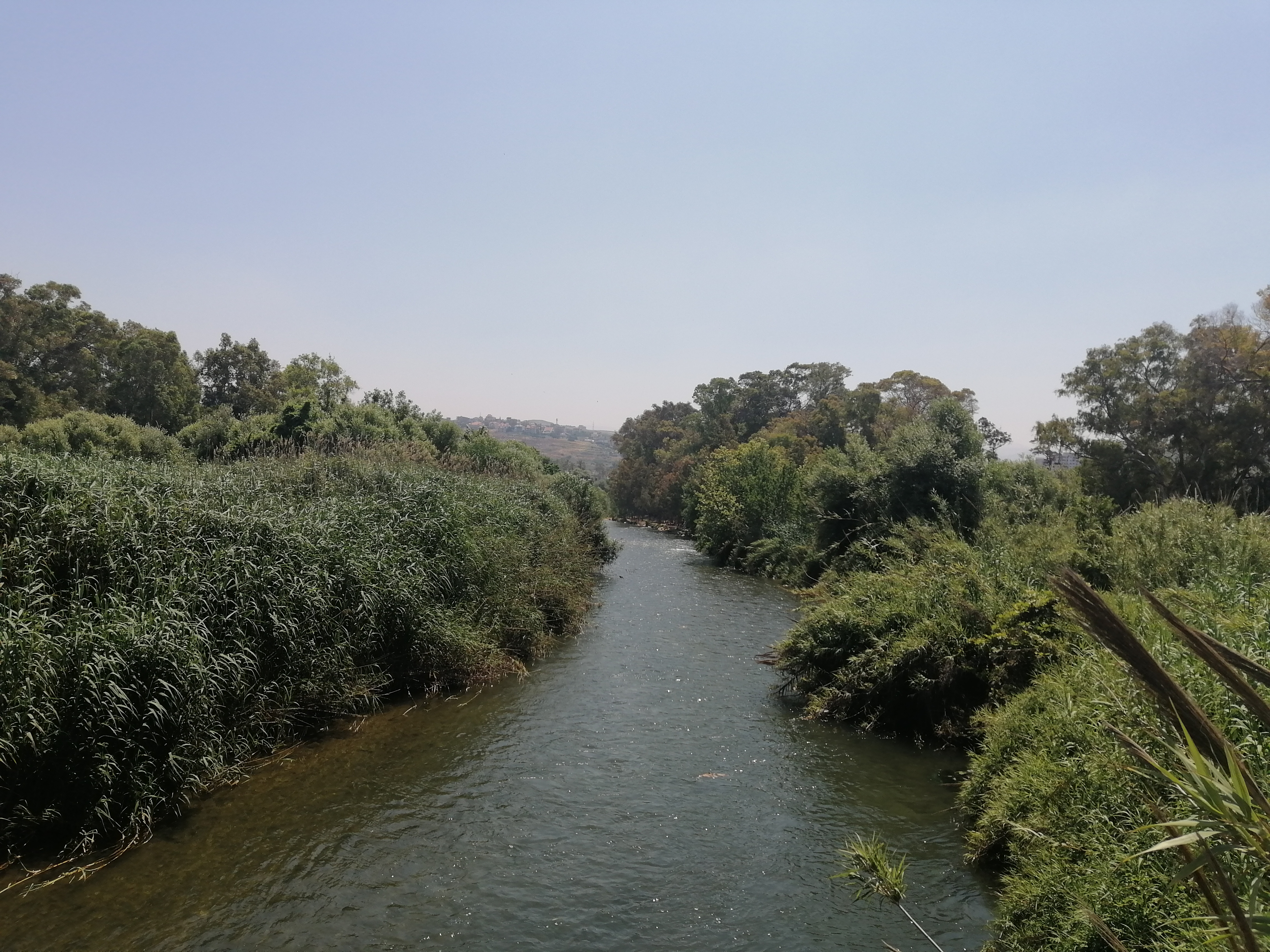
صورة لمجرى مياه النهر تم التقاطها من جسر الأولي الأساسي

- جسر الأولي الدائري: يؤمن دخول السير من الطريق السريع (صيدا- بيروت) إلى البوليفار الشرقي ووسط مدينة صيدا ومنها إلى الجنوب اللبناني.

## القصف الذي تعرض له
تعرّض الجسر للقضف الإسرائيلي، مرات عديدة، نظرا لموقعه الإستراتيجي:
- في العام 1998، تعرّض الجسر الأساسي للقصف من سلاح الجو الإسرائيلي
- في حرب لبنان 2006، تعرض الجسران للقصف مما أعاق حركة العبور من بيروت إلى صيدا بالاتجاهين.